# زمین و آزادی
زمین و آزادی (انگلیسی: Land and Freedom) فیلمی در ژانر درام و جنگی به کارگردانی کن لوچ است که در سال ۱۹۹۵ منتشر شد. از بازیگران آن می‌توان به ایان هارت، روسانا پاستور، ایسیار بولائین، جردی دائودر، فرانسزگ اوریا و فردریک پیرو اشاره کرد.